# Hoss
Hoss es el tercer álbum de estudio de Lagwagon. Fue distribuido por el sello Fat Wreck Chords. Esta vez el disco lo produce Ryan Greene (quien ya produjo discos de NOFX, Me First and the Gimme Gimmes o Strung Out). La portada y el título del disco están inspirados en la serie de televisión Bonanza.
Hoss es uno de los discos más importantes del hardcore melódico de los años 1990 y el más aclamado de la discografía de Lagwagon, gracias a canciones como "Razor Burn". Este, por cierto, sería el segundo y último sencillo de la banda con videoclip incluido. Sería el último álbum de Lagwagon con Derrick Plourde y Shawn Dewey, batería y guitarrista originales de la banda.

## Listado de canciones
1. "Kids Don't Like To Share" – 2:40
2. "Violins" – 3:07
3. "Name Dropping" – 2:33
4. "Bombs Away" – 3:26
5. "Move The Car" – 3:20
6. "Sleep" – 1:55
7. "Sick" – 2:56
8. "Rifle" – 2:52
9. "Weak" – 2:36
10. "Black Eyes" – 3:13
11. "Bro Dependent" – 1:39
12. "Razor Burn" – 2:37
13. "Shaving Your Head" – 2:42
14. "Ride The Snake" – 3:09

## Créditos
- Joey Cape - Voz
- Shawn Dewey - Guitarra
- Chris Flippin - Guitarra
- Jesse Buglione - Bajo
- Derrick Plourde - Batería

- Datos: Q772534